# ناثان أوليفيرا
ناثان أوليفيرا (بالإنجليزية: Nathan Oliveira)‏ هو رسام أمريكي، ولد في 19 ديسمبر 1928 في أوكلاند في الولايات المتحدة، وتوفي في 13 نوفمبر 2010 في بالو ألتو في الولايات المتحدة.